# Campionat del Món de Superbike
El Campionat del Món de Superbike (en anglès: Superbike World Championship i comunament World Superbike), abreujat SBK, WSB o WSBK, és la màxima competició internacional de Superbike. El campionat consta d'una sèrie de rondes celebrades en circuits permanents. Cada ronda consta de dues curses i els resultats de cadascuna es combinen per a determinar dos títols mundials per temporada, un per a pilots i un altre per a constructors. El campionat està regulat per la FIM i gestionat i promogut per FGSport, entitat que passà a formar part d'Infront Group el 2007 i fou rebatejada com a Infront Motor Sports el 2008.
Les motocicletes que hi corren són versions modificades de models disponibles al mercat, a diferència del Campionat del Món de Motociclisme -la categoria màxima del qual és MotoGP- on les motos que hi participen són prototips construïts específicament per a les curses i no estan a l'abast del públic. Fent un símil amb l'esport de l'automobilisme, el mundial de MotoGP seria la Fórmula 1 de les motos i el de Superbike equivaldria al Mundial de Turismes.
Europa és el principal mercat d'aquesta mena de motocicletes i el centre tradicional del Mundial de Superbike, per bé que se n'han celebrat també rondes a Qatar i Sud-àfrica. Fins i tot se'n va arribar a programar una ronda a Indonèsia de cara a la temporada de 2008, tot i que finalment fou suspesa per la FIM.

## Història
El Campionat del Món de Superbike s'instaurà el 1988. Durant força anys, la fórmula de motors establerta permetia a les motos de 1.000 cc bicilíndriques -amb motor V-twin- (principalment Ducati, però més tard Aprilia i Honda) lluitar amb les de 750 cc amb motor tetracilíndric -tipus "quatre en línia"- (Honda, Yamaha, Kawasaki i Suzuki). Les primeres temporades Honda guanyà amb el seu model RC30, però a poc a poc les bicilíndriques agafaren el relleu. L'ús de motors V-twin de 1.000 cc permeté a Ducati de dominar el campionat durant molts anys.
L'antecedent immediat del campionat fou la Fórmula TT, una categoria de motocicletes equivalent que va tenir el seu propi Campionat del Món, organitzat per la FIM, entre 1977 i 1990, essent després discontinuada un cop el Campionat del Món de Superbikes ja havia obtingut prou popularitat i èxit comercial.

## Estructura

### Cap de setmana de curses
Fins a la temporada 2008:
- Divendres

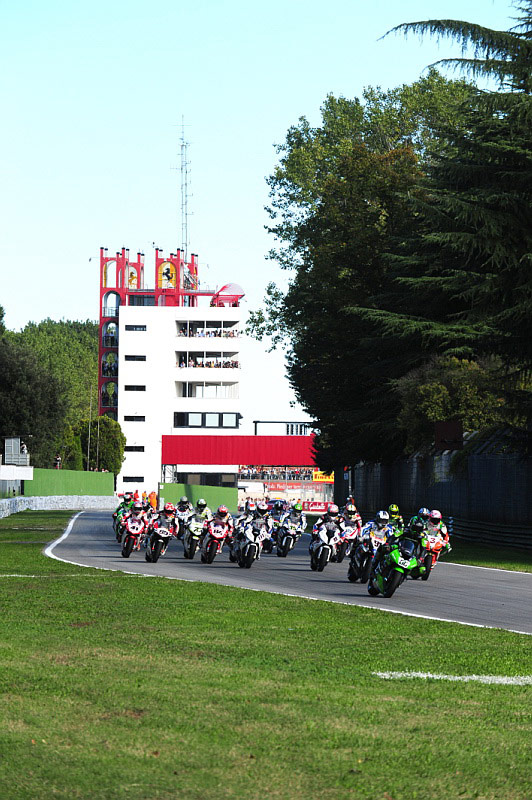
Començament d'una cursa a Imola (2010)

  - 1r entrenament lliure (60 minuts) i 1a qualificació (60 minuts)
- Dissabte
  - 2a qualificació (60 minuts) i 2n entrenament lliure (60 minuts)

Els temps de la 1a i 2a qualificació es combinen i els 16 pilots més ràpids es classifiquen per a la Superpole. La resta obté una posició a la graella basada en els temps aconseguits, començant pel dissetè. Per a classificar-se per a la cursa, els corredors han d'haver marcat un temps no superior al 107% del temps enregistrat pel pilot que ocupi la pole position.
- Superpole

- Els primers 16 pilots de la fase de qualificació practiquen a la pista - sessió de 12 minuts.
- Interval de 7 minuts
- Els 12 millors de la sessió anterior practiquen a la pista - sessió de 12 minuts.
- Interval de 7 minuts
- Els 8 millors de la sessió anterior practiquen a la pista - sessió de 12 minuts.
Després de cada sessió de Superpole els temps es reinicien, de manera que cada pilot ha d'establir un millor temps en cada sessió de la Superpole en què participa.
- Graella de sortida.

- Diumenge
  - Escalfament ("Warm-up") de 20 minuts, Cursa 1 ("Race 1") i Cursa 2 ("Race 2")

La distància total de la cursa ha de ser d'entre 90 km i 110 km.
D'ençà de la temporada 2009:
- Divendres
  - 1r entrenament lliure (60 minuts) i 1a qualificació (60 minuts)
- Dissabte
  - 2a qualificació (45 minuts) i 2n entrenament lliure (45 minuts)

- Superpole

- Diumenge
  - Escalfament ("Warm-up") de 20 minuts, Cursa 1 ("Race 1") i Cursa 2 ("Race 2")

### Sistema de puntuació
| Posició | 1  | 2  | 3  | 4  | 5  | 6  | 7 | 8 | 9 | 10 | 11 | 12 | 13 | 14 | 15 |
| Punts   | 25 | 20 | 16 | 13 | 11 | 10 | 9 | 8 | 7 | 6  | 5  | 4  | 3  | 2  | 1  |

- De cara al campionat de constructors, només la motocicleta millor classificades de cada fabricant obté els punts corresponents a la posició que hagi aconseguit, com passa també a MotoGP i a la majoria de campionats de motociclisme.

### Categories complementàries

#### Campionat del Món de Supersport
El Campionat del Món de Supersport (Supersport World Championship) ha estat una categoria de suport del Campionat del Món de Superbike d'ençà de 1990. Les motos que hi participen han de tenir motor de quatre temps, podent ser tetracilíndrics en línia d'entre 400 i 600 cc, o V-twin d'entre 600 i 750 cc. A banda, han de complir amb els requisits d'homologació establerts per la FIM. Les regulacions al mundial de Supersport són molt més estrictes que al de Superbike. El xassís de la moto ha de restar en gran manera com l'estàndard, mentre que es permeten modificacions al motor tot i que estrictament regulades. Com passa a Superbike, s'hi fan servir pneumàtics de curses, tot i que la normativa dictamina que han de ser uns de disponibles legalment al mercat, amb la qual cosa no s'hi permeten els slicks.
Les curses del mundial de Supersport es disputen tot aprofitant les rondes del mundial de Superbike (se'n disputa una per ronda).

#### Copa FIM Superstock 1000
La Copa FIM de Superstock 1000 (FIM Superstock 1000 Cup) és una categoria de suport per al Campionat del Món de Superbikes que té lloc a les rondes europees. En aquest campionat hi poden córrer motocicletes amb la mateixa cilindrada que les Superbikes (tot i que el 2007 s'hi admeteren motors bicilíndrics de 1.200 cc), i pilots de fins a 24 anys.
Les normatives a Superstock són molt més restrictives i la majoria de components de la moto han de ser de sèrie. Els pneumàtics han de ser els Grooved de Pirelli.

#### Campionat d'Europa de Superstock 600
El Campionat d'Europa de Superstock 600 (European Superstock 600 Championship) és una altra categoria de suport per al Campionat del Món de Superbikes que té lloc també a les rondes europees. S'hi fan servir motos de producció de 600 cc i està reservat a pilots d'entre 15 i 20 anys. S'hi apliquen les mateixes regles que a Superstock 1000, però l'entitat organitzadora és la UEM.

## Motocicletes
Les motocicletes de competició en Superbike són derivats de models de producció estàndard. Durant el passat, però, els fabricants aprofitaren algunes llacunes a la normativa per a crear motocicletes "homologació especial", amb poques unitats produïdes, construïdes especialment per a la competició.
Les motos de competició de Superbike han de tenir motor de quatre temps d'entre 850 cc i 1.200 cc si són bicilíndriques en V (v-twin), o bé d'entre 750 cc i 1.000 cc si són tetracilíndriques. A partir del 2005 es va introduir una normativa que imposava un tipus de pneumàtic únic de la marca Pirelli.
Fabricants actuals:
- Ducati: 851, 888, 916, 996, 998, 999, 1098, 1198
- BMW: S1000RR
- Honda: RC30 (VFR750R), RC45 (RVF750), RC51, CBR1000RR
- Yamaha: FZR750, YZF750, YZF-R7, YZF-R1
- Kawasaki: GPX750R, ZXR750, ZX-7RR, ZX-10R
- Suzuki: GSX-R750, GSX-R1000
- Aprilia: RSV Mille R, RSV 4

Fabricants retirats:
- Benelli: Tornado Tre 900
- Bimota: YB4EI, SB8R
- Petronas: FP1
- MV Agusta: MV Agusta F4

Models dels 5 fabricants participants al mundial del 2007
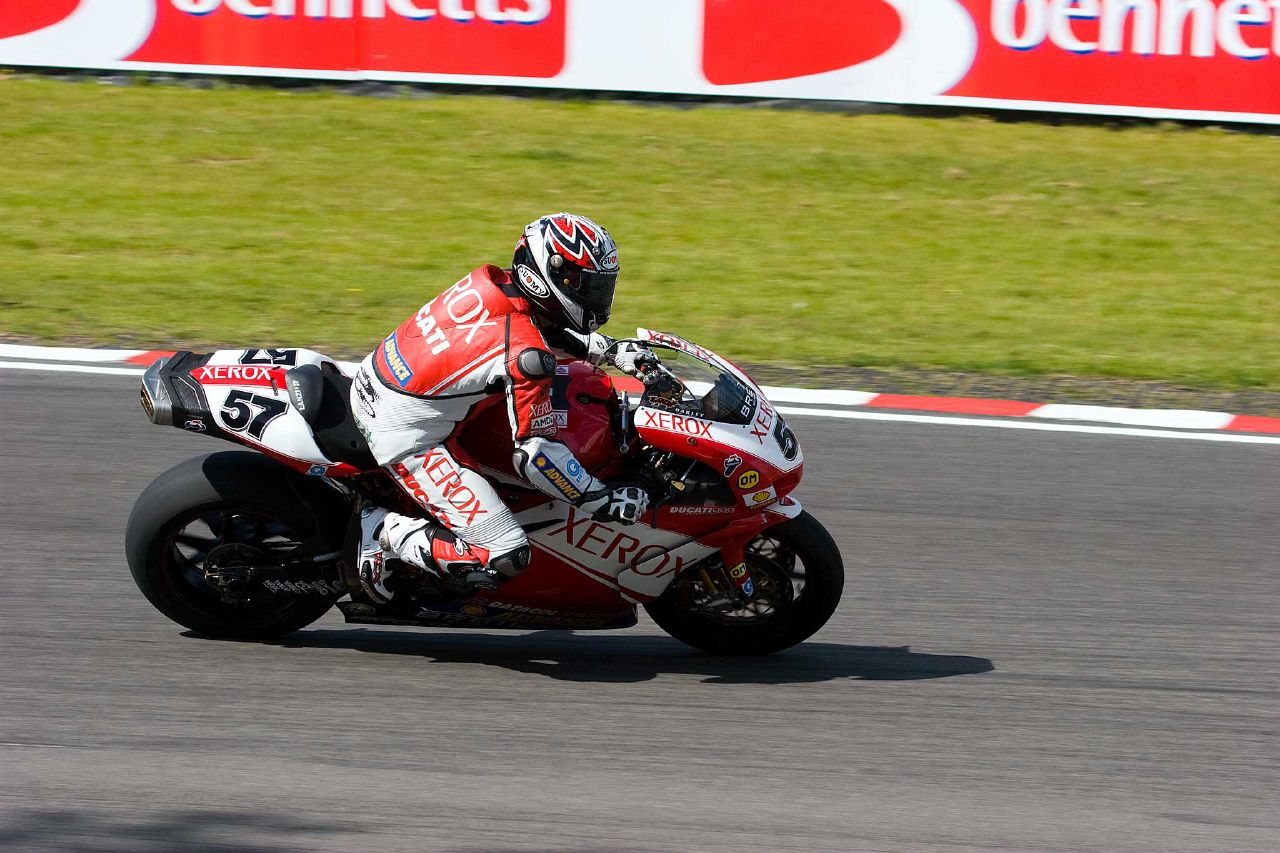
Lorenzo Lanzi (Ducati 999 F07)
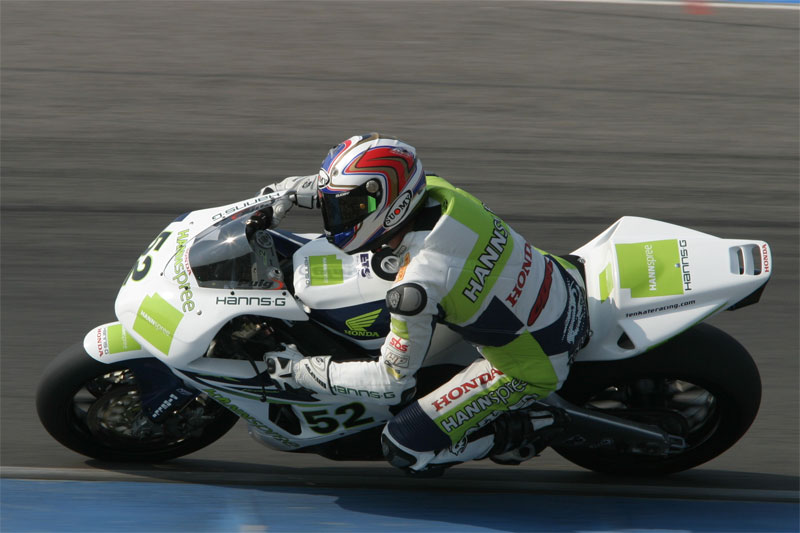
James Toseland (Honda CBR1000RR)
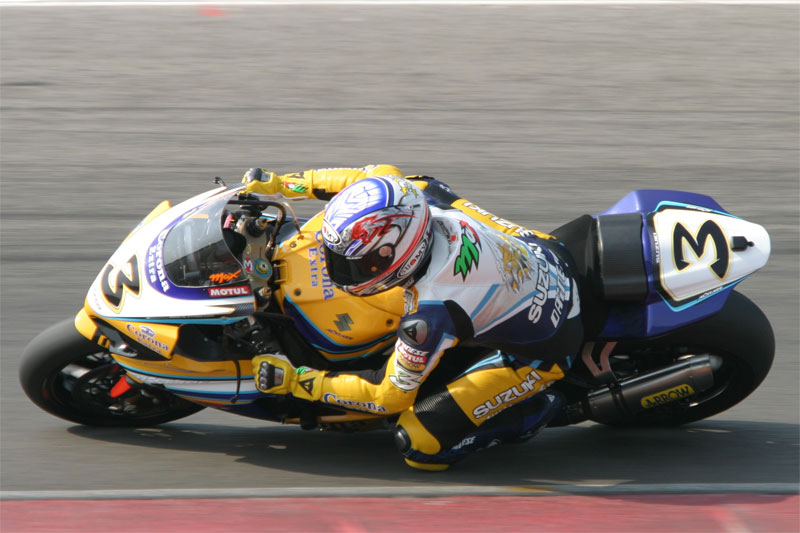
Max Biaggi (Suzuki GSX-R1000 K7)
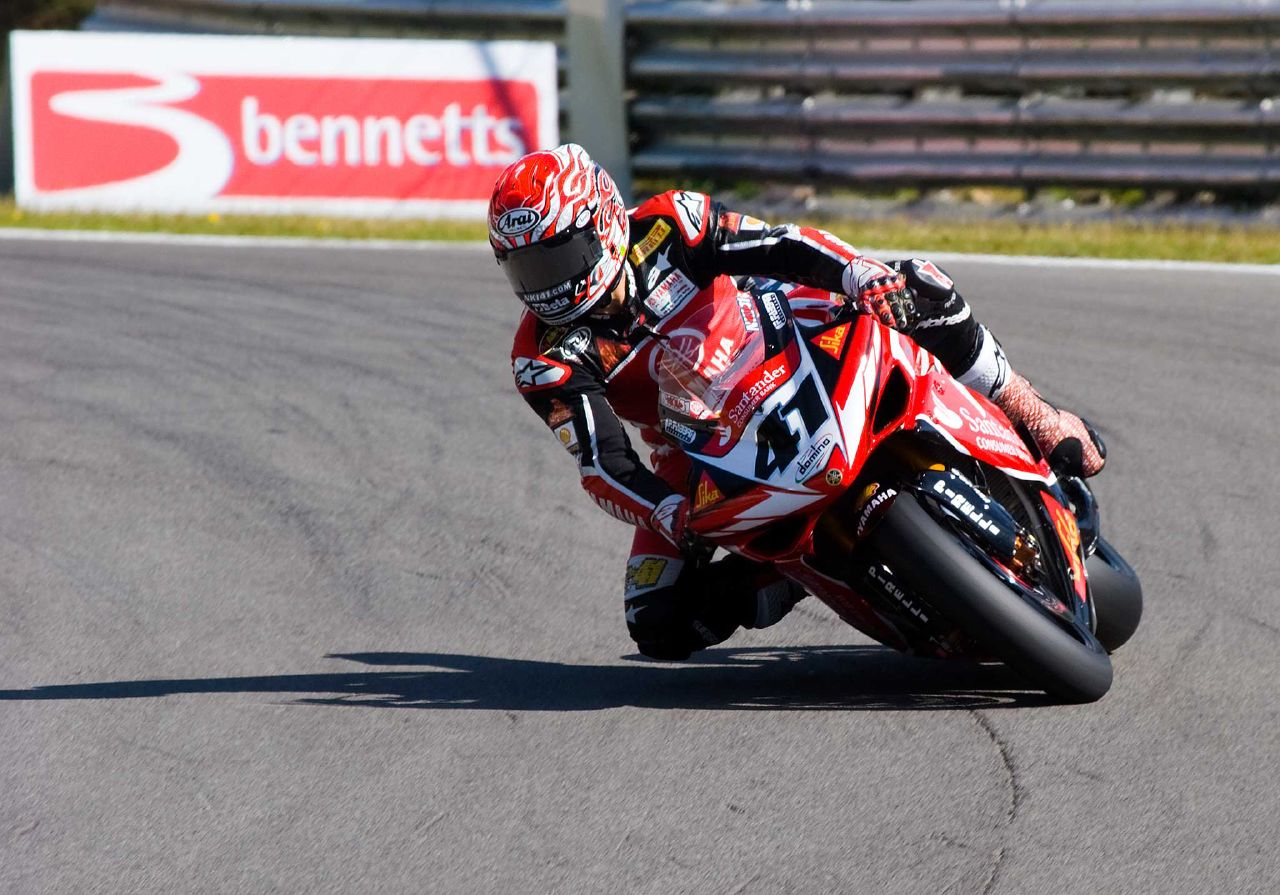
Noriyuki Haga (Yamaha YZF-R1)
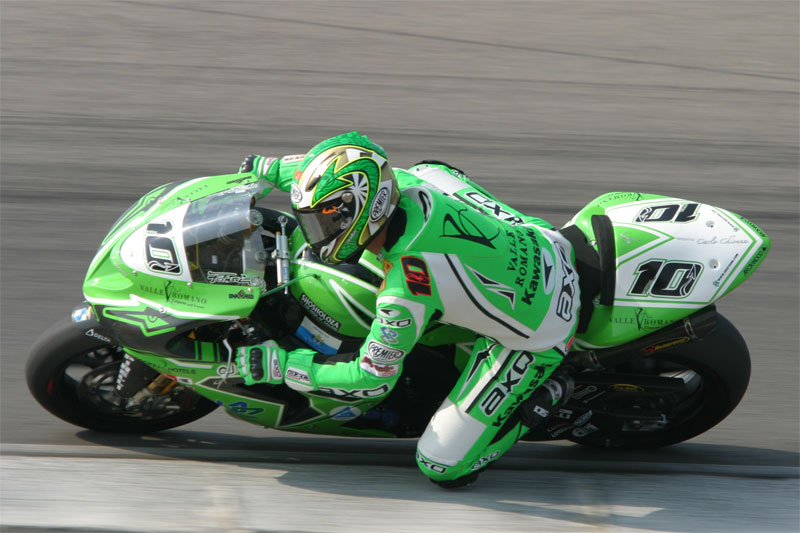
Fonsi Nieto (Kawasaki ZX-10R)

## Pilots

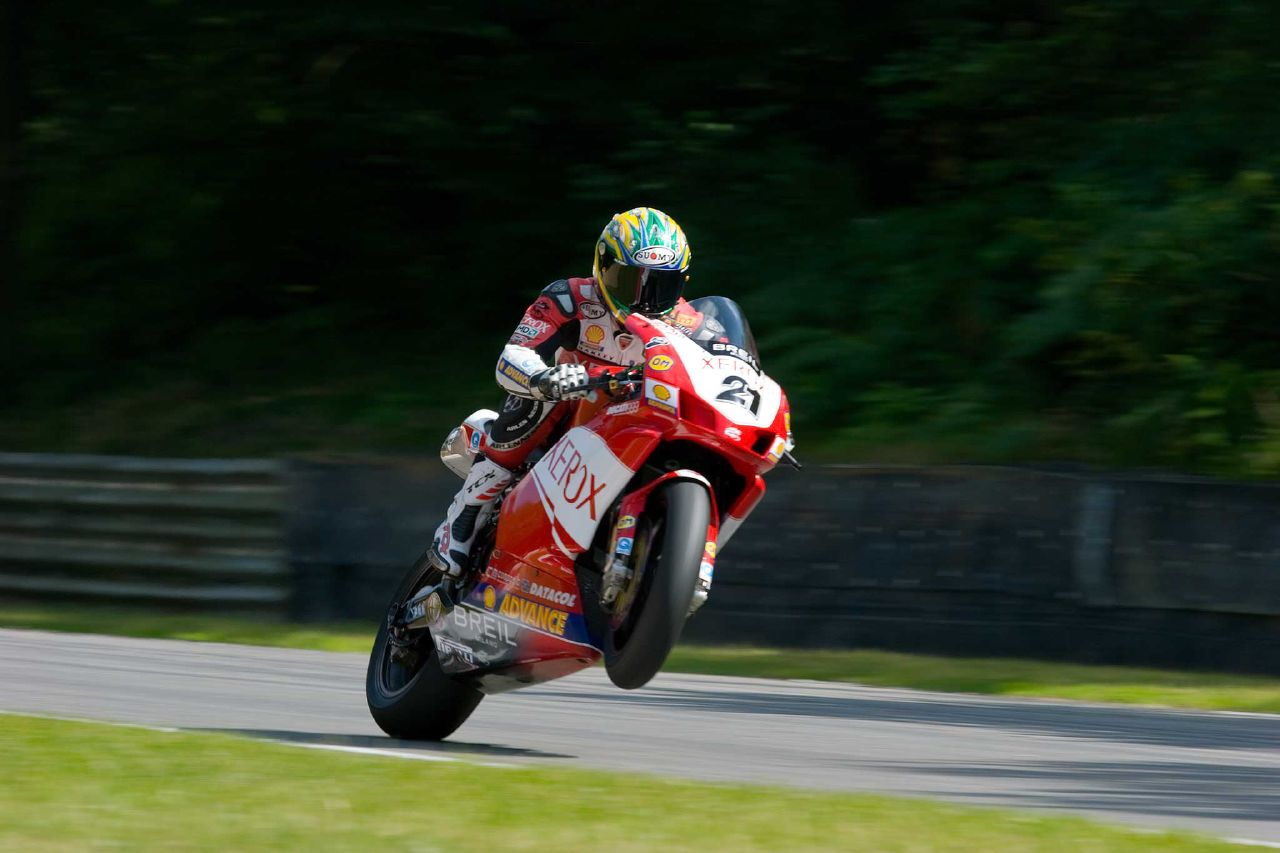
Troy Bayliss, Campió el 2001, 2006 i 2008

Al Campionat del Món de Superbikes hi competeixen pilots de tot el món. Probablement allà on se segueix més aquesta competició és a Itàlia (seu de Ducati) i al Regne Unit, on les curses de Superbike han esdevingut la modalitat més popular de motociclisme de velocitat. Hi ha diversos campionats estatals d'aquesta categoria, entre els quals els dels Estats Units, Regne Unit i Japó. Els pìlots procedents d'Austràlia i els nord-americans han estat tradicionalment els més reeixits al mundial. D'ençà que Colin Edwards guanyà el títol el 2002, cap pilot nord-americà no tornà a guanyar una cursa del mundial fins que Ben Spies va debutar-hi el 2009 (de fet, cap nord-americà no va competir-hi entre les temporades 2003 i 2007).
El britànic Carl Fogarty ha estat el pilot més reeixit de la història d'aquest campionat, amb quatre títols mundials i un total de 59 victòries. Molts corredors que han obtingut èxit al campionat han canviat després a MotoGP, com ara el campió del 2002 Colin Edwards, el del 2007, James Toseland, i el subcampió de 2005, Chris Vermeulen. Al mateix temps, diversos ex-pilots de MotoGP han competit després a Superbike, sovint com una mena de "retir" després de no haver pogut aconseguir motos competitives per al mundial de velocitat. La temporada de 2008, cinc antics pilots d'elit de MotoGP competien en Superbike: Max Biaggi, Carles Checa i Makoto Tamada (tots tres havent competit exclusivament a 500cc i/o MotoGP fins aleshores), a més de Troy Bayliss, Noriyuki Faci i Régis Laconi (pilots que havien anat alternant temporades en ambdues modalitats).
Tret de l'occità Raymond Roche, campió el 1990, tots els campions mundials de Superbike havien estat angloparlants nadius fins que Max Biaggi guanyà el títol el 2010, seguit de Carles Checa el 2011. Tot i així, les dues primeres curses del campionat les guanyaren sengles pilots italians (Davide Tardozzi i Marco Lucchinelli) i el francès Adrien Morillas en guanyà també alguna el 1988. Pel que fa a pilots reeixits d'altres països, el primer austríac a guanyar una cursa del mundial fou Andreas Meklau el 1993, el primer català, Rubèn Xaus el 2001 i el primer alemany, Max Neukirchner el 2008.

## Llista de campions
A 22 de novembre de 2024
| Edició | Any  | Pilot               | Motocicleta |
| ------ | ---- | ------------------- | ----------- |
| I      | 1988 | Fred Merkel         | Honda       |
| II     | 1989 | Fred Merkel         | Honda       |
| III    | 1990 | Raymond Roche       | Ducati      |
| IV     | 1991 | Doug Polen          | Ducati      |
| V      | 1992 | Doug Polen          | Ducati      |
| VI     | 1993 | Scott Russell       | Kawasaki    |
| VII    | 1994 | Carl Fogarty        | Ducati      |
| VIII   | 1995 | Carl Fogarty        | Ducati      |
| IX     | 1996 | Troy Corser         | Ducati      |
| X      | 1997 | John Kocinski       | Honda       |
| XI     | 1998 | Carl Fogarty        | Ducati      |
| XII    | 1999 | Carl Fogarty        | Ducati      |
| XIII   | 2000 | Colin Edwards       | Honda       |
| XIV    | 2001 | Troy Bayliss        | Ducati      |
| XV     | 2002 | Colin Edwards       | Honda       |
| XVI    | 2003 | Neil Hodgson        | Ducati      |
| XVII   | 2004 | James Toseland      | Ducati      |
| XVIII  | 2005 | Troy Corser         | Suzuki      |
| XIX    | 2006 | Troy Bayliss        | Ducati      |
| XX     | 2007 | James Toseland      | Honda       |
| XXI    | 2008 | Troy Bayliss        | Ducati      |
| XXII   | 2009 | Ben Spies           | Yamaha      |
| XXIII  | 2010 | Max Biaggi          | Aprilia     |
| XXIV   | 2011 | Carles Checa        | Ducati      |
| XXV    | 2012 | Max Biaggi          | Aprilia     |
| XXVI   | 2013 | Tom Sykes           | Kawasaki    |
| XXVII  | 2014 | Sylvain Guintoli    | Aprilia     |
| XXVIII | 2015 | Jonathan Rea        | Kawasaki    |
| XXIX   | 2016 | Jonathan Rea        | Kawasaki    |
| XXX    | 2017 | Jonathan Rea        | Kawasaki    |
| XXXI   | 2018 | Jonathan Rea        | Kawasaki    |
| XXXII  | 2019 | Jonathan Rea        | Kawasaki    |
| XXXIII | 2020 | Jonathan Rea        | Kawasaki    |
| XXXIV  | 2021 | Toprak Razgatlıoğlu | Yamaha      |
| XXXV   | 2022 | Álvaro Bautista     | Ducati      |
| XXXVI  | 2023 | Álvaro Bautista     | Ducati      |
| XXXVII | 2024 | Toprak Razgatlıoğlu | BMW         |

## Estadístiques
A 22 de novembre de 2024

### Campions múltiples
| Pilot               | Títols |
| ------------------- | ------ |
| Jonathan Rea        | 6      |
| Carl Fogarty        | 4      |
| Troy Bayliss        | 3      |
| Fred Merkel         | 2      |
| Doug Polen          | 2      |
| Colin Edwards       | 2      |
| Troy Corser         | 2      |
| James Toseland      | 2      |
| Max Biaggi          | 2      |
| Álvaro Bautista     | 2      |
| Toprak Razgatlıoğlu | 2      |

### Títols per nacionalitat
| País         | Total |
| ------------ | ----- |
| Regne Unit   | 14    |
| Estats Units | 9     |
| Austràlia    | 5     |
| Itàlia       | 2     |
| França       | 2     |
| Espanya      | 2     |
| Turquia      | 2     |
| Catalunya    | 1     |
| Total        | 37    |

1. ↑   No s'hi compten els títols aconseguits per pilots catalans

## Videojocs
A mesura que el Campionat del Món de Superbike ha anat creixent en popularitat durant els darrers anys, s'han anat desenvolupant diversos videojocs destinats al gran nombre de seguidors d'aquesta competició. Inicialment, EA Sports en tenia la llicència oficial d'explotació i comercialitzava el joc SBK fins a l'any 2001, en què l'empresa abandonà la producció de videojocs.
El 2007, el joc SBK fou rellançat per l'empresa italiana Black Bean Games, que n'ha produït 3 versions fins a l'actualitat, havent anunciat el futur llançament de SBK-X, el darrer de la sèrie.